# Fakaha
Fakaha est un village du nord de la Côte d'Ivoire, proche de la ville de Korhogo et qui est réputé pour la fabrication de toiles dites « toiles de Korhogo ». Celles-ci sont faites en « peinture naturelle » sur un tissu coton écru.
Initialement, les dessins étaient réalisés sur les murs pour décorer les maisons. Un individu, Soro Donisongui, a commencé dans les années 40 à les peindre sur des toiles (selon une autre version, il était simplement le chef du village). Il est devenu célèbre localement après avoir fait connaître son travail lors de la fête d'indépendance en 1965 commémorée cette année-là à Korhogo (la fête était célébrée dans une localité différente chaque année) puis, pour répondre à la demande, a formé de nombreux hommes du village.
Aujourd'hui encore, les artistes peignent à même le sol sur les toiles, dans des cases ouvertes.
Selon un mythe soigneusement entretenu par les habitants du village, ces toiles auraient fortement inspiré Pablo Picasso lors d'un voyage (imaginaire) dans la région en 1968. Une toile gardée dans le village lui est même attribuée,,. 
C'est ainsi qu'un voyageur et écrivain amateur espagnol, qui a visité la ville en 2020, a écrit le livre intitulé «Fakaha. Les peintres forestiers de Pablo Picasso», qui raconte le voyage imaginaire du peintre de Malaga vers ces terres.